# Mesh Head
Mesh Heads sind spezielle Trommelfelle, die bei modernen E-Drums eingesetzt werden. Ebenso können sie auf "normalen" akustischen Trommeln anstatt normaler Felle montiert werden, um leises Üben zum Beispiel in Wohnungen zu ermöglichen und/oder bessere Bedingungen zum Triggern der Trommeln zu schaffen. Es ist daher auch der Begriff Trigger-Fell nicht unüblich.
Mesh Heads bestehen neben dem üblichen Spannreifen meist aus einem Kunststoffgewebe oder Metallnetz, ähnlich einem Moskitonetz. Sie können wie ein normales Fell unterschiedlich stark gespannt werden, um den Rückprall und die Tonhöhe (wenn auch nur sehr leise) den persönlichen Vorstellungen anpassen zu können. Das Spielgefühl ist normalen Fellen sehr ähnlich, auch das Ansprechverhalten ist authentisch.
Zweilagige Mesh Heads sind nicht nur haltbarer als Bass-Drum-Felle, sondern sollen ein besseres Triggerverhalten aufweisen. Mesh Heads gibt es inzwischen von einigen Herstellern in allen üblichen Größen von 6″-24″ - Farben meist schwarz bzw. weiß.